# Janssen Pharmaceutica
Janssen Pharmaceutica es una compañía farmacéutica belga filial de la corporación norteamericana Johnson & Johnson, con sede en Beerse (Provincia de Amberes).
La compañía fue fundada por el doctor Paul Janssen (1926–2003) hijo de un distribuidor farmacéutico que había fundado en 1934 en Turnhout la empresa N.V. Produkten Richter. Paul Janssen creó en 1953 su laboratorio de investigación, y en 1956 el nombre de la compañía cambió por el de NV Laboratoria Pharmaceutica C. Janssen (por el nombre de su padre). En 1957 abrió un centro de investigación en Beerse.
En octubre de 1961, fue comprada por la corporación norteamericana Johnson & Johnson y en 1964 cambió su nombre por el de Janssen Pharmaceutica N.V. que movió la sede de la empresa de Turnhout a Beerse, a donde se trasladó también la producción farmacéutica en 1971-1972.
A partir de la década de 1980 la compañía se expandió por el mundo, llegando hasta China.
En la década de 1990 las organizaciones comerciales de Janssen Pharmaceutica y Cilag (compañía farmacéutica suiza incorporada a Johnson & Johnson en 1959) fueron unidas para formar Janssen-Cilag, aunque las actividades no comerciales de ambas compañías continúan bajo sus nombres originales.

## Medicamentos en fase de investigación
- Vacuna Ad26.COV2.S para la prevención del COVID-19.

## Suspensión de compra de la vacuna en Europa
La Unión Europea decidió no renovar en 2021 los contratos para la compra de vacunas de la farmacéutica estadounidense Janssen-Johnson & Johnson Ad26.COV2.S, después de los efectos secundarios que había causado.

## Controversias
En varios de los Estados Unidos de América la compañía, junto con Johnson&Johnson, ha tenido juicios en los tribunales a causa los efectos del medicamento antipsicótico Risperdal (risperidona).